# Cicindela cubana
Cicindela cubana – gatunek chrząszcza z rodziny biegaczowatych i podrodziny trzyszczowatych. Występuje endemicznie na Kubie.

## Taksonomia
Gatunek ten opisany został po raz pierwszy w 1916 roku przez Charlesa Williama Lenga i Andrew Johnsona Mutchlera na łamach „Bulletin of the American Museum of Natural History”. Jako lokalizację typową wskazano południowe okolice Pinar del Río na Kubie. Epitet gatunkowy pochodzi od nazwy kraju.

## Morfologia
Chrząszcz o wydłużonym ciele długości od 6 do 7,5 mm. 
Głowa ma miedziste i ciemnoniebieskie łaty oraz białą wargę górną i ceglaste narządy gębowe, z wyjątkiem pięciu lub sześciu par pokładających się szczecinek na policzkach oraz dwóch par szczecinek obok oczu jest naga. Między oczami powierzchnia jest głęboko rowkowana (marszczona). Czułki mają jedną szczecinkę na trzonku i po kilka na członach dalszych. Warga górna jest bardzo długa, silnie ku przodowi zwężona, na przedniej krawędzi lekko dwufaliście wykrojona, z kilkoma przedkrawędziowymi szczecinkami.
Miedzianospiżowe przedplecze ma wyraźne, pokładające się, białe szczecinki po bokach, ale jest nagie na środku. Powierzchnię ma grubo punktowaną oraz delikatnie rzeźbioną poprzecznie, pośrodku z wąską podłużną bruzdą łączącą się na przedzie i w tyle z poprzecznymi bruzdami przedwierzchołkową i przynasadową. Pokrywy są miedzianobrązowe, każda z szeregiem dużych, niebieskawozielonych dołków wzdłuż szwu oraz z białym wzorem, który obejmuje: lekko rozszerzoną za barkiem i silnie rozszerzoną pośrodku (z reprezentującym przepaskę środkową przedłużeniem ku tylnej kropce dyskowej) podłużną przepaskę krawędziową, wąsko od niej oddzieloną półksiężycowatą plamę wierzchołkową, małą kropkę dyskową w ćwierć długości od przedniego brzegu i drugą taką kropkę w ¾ długości. Powierzchnia pokryw jest gęsto i drobno punktowana, a wierzchołki mają drobno piłkowane krawędzie i przeciągnięte w krótki kolec kąty przyszwowe. Spód tułowia jest miedziany, po bokach biało owłosiony. Odnóża są czerwonawe, lekko metalicznie połyskujące, opatrzone sterczącymi szczecinkami.
Spód odwłoka jest metalicznie niebieskawy z ceglastym wierzchołkiem. Po bokach porośnięty jest dość gęstymi, białymi włoskami.

## Ekologia i występowanie
Owad spotykany na piaszczystych drogach w terenie skąpo porośniętym niskimi sosnami.
Gatunek neotropikalny, endemiczny dla Kuby.